# Kumlaby kyrka
Kumlaby kyrka är en kyrkobyggnad i Kumlaby på Visingsö i Jönköpings kommun Växjö stift. Den räknas till de bäst bevarade tidigmedeltida byggnader i nordvästra Småland.
Kumlaby kyrka var till mitten av 1500-talet församlingskyrka i Kumlaby församling, som då uppgick i Visingsö församling.
I närheten av kyrkan ligger den så kallade Brahestenen, ett minnesmärke över Per Brahe d.y., utförd 1653 av Johan Johansson Werner.

## Kyrkobyggnaden
På samma plats fanns ursprungligen en träkyrka. Den nuvarande kyrkan byggdes under 1100-talets första hälft, tornet något senare. Enligt en dendrokronologisk undersökning kommer furuvirket i takstolarna från träd som fälldes i Västergötland mellan åren 1142 och 1172, troligtvis till och med mellan 1145 och 1155, medan en bjälke i tornet kommer från en tall från Östergötland som fälldes vintern 1274/1275. Kyrkan omtalas första gången 1310, då kyrkoherden och kaplanen i Kumla by får 1 mark vardera i testamente efter Asmund Lang.
Kyrkobyggnaden är uppförd i lokalt bruten sandsten.
Under 1400-talet valvslogs kyrkan och takstolarna byggdes för. 
Kyrkans torn var från början försett med en hög och spetsig spira. Spiran togs av till hälften genom Per Brahes försorg. Tornet avslutas nu med en plattform omgiven av ett järnstaket. Kyrkan användes från 1692 till 1811 som sal för trivialskolan och hade då namnet Schola Brahea. Genom att tornspiran kapades kunde eleverna från denna plattform studera stjärnorna. Kyrkan fungerade därefter mestadels som materialbod, och stod öde fram till 1922, med undantag för en kortare tid som missionskapell 1876-1882.
Kyrkans interiör präglas av varierade kyrkmålningar med anor ifrån både medeltid och 1600-tal. De många motiven kan berätta om fascinerande helgonlegender och dess öden. 1600-talsmålningarna vittnar även om kyrkans skolepok. De senare tillkomna målningarna har gjorts av Johan Werner d.y. som även tillverkat relieffigurerna i predikstolen. 
Kyrkan renoverades 1922 och fick då sitt nuvarande utseende.
Från kyrkans torn har man idag en god utsikt över ön och det är därför ett givet resemål för turister.

## Inventarier

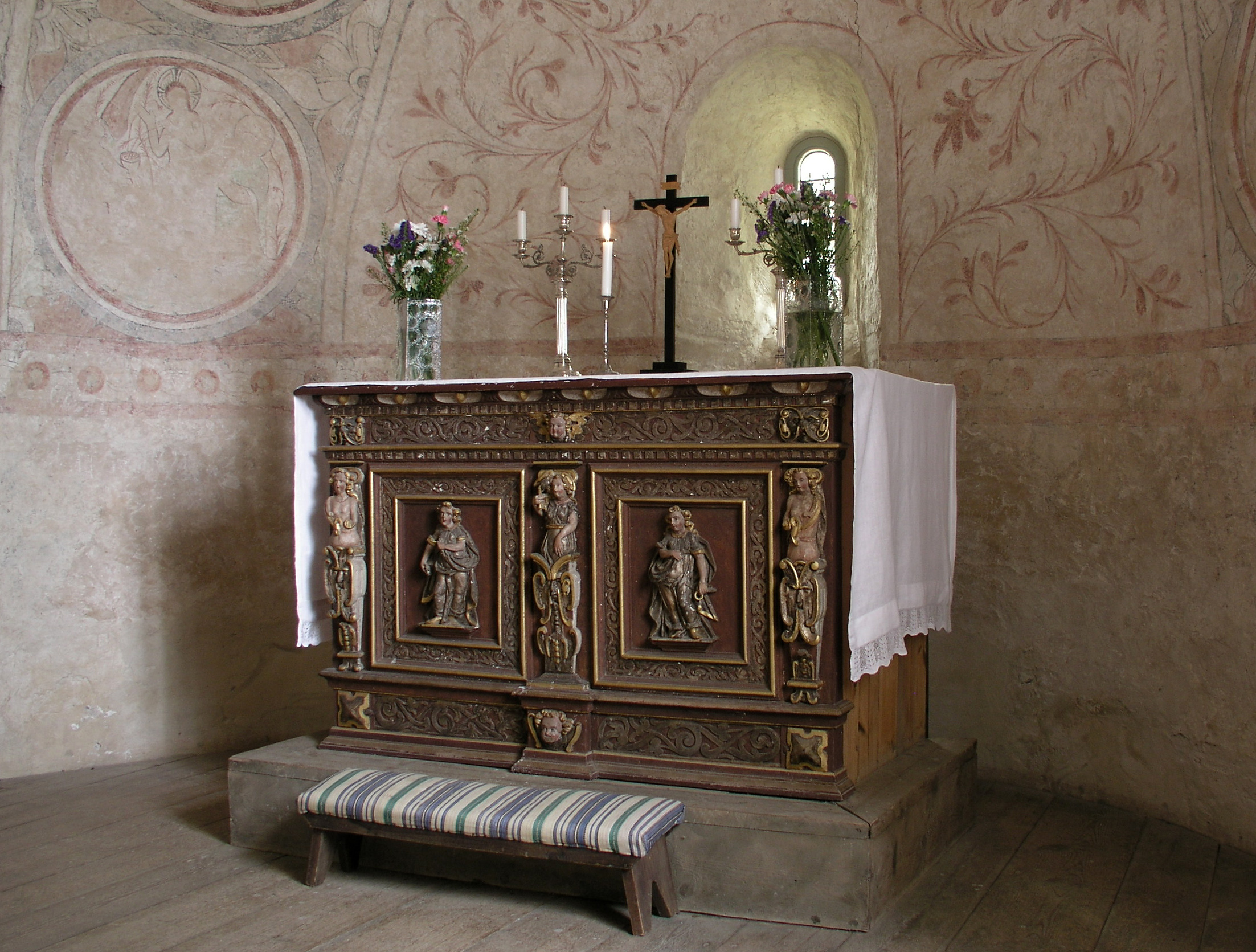
Altaret

- De fyra evangelisterna av Johan Werner d.y.
- En altarfront av samme bildhuggare
- En oljemålning, Kristus i Emmaus.

Evangelisterna och altarfronten var tidigare placerade i Brahekyrkan. Vid okänt tillfälle flyttades figurerna till Kumlaby kyrka och de har nu sin plats på konsoler i kyrkans långhus. Altarfronten är placerad i kyrkans kor.
Skulpturerna är troligen tillverkade vid 1600-talets mitt.

## Orgel
- 1953 byggde Olof Hammarberg, Göteborg en orgel med 4 stämmor. Den flyttades 1970 till Brahekyrkan, Visingsö. Den är mekanisk.

| Manual        | Pedal   |
| Gedackt 8’    | Bihängd |
| Rörflöjt 4’   |         |
| Principal 2’  |         |
| Scharf 2 chor |         |

- Idag står ett harmonium i kyrkan.